# Setarchidae
Setarchidae (Schorpioenvissen) zijn een familie van straalvinnige vissen uit de orde van Schorpioenvisachtigen (Scorpaeniformes).

## Geslachten
- Ectreposebastes Garman, 1899
- Lioscorpius Günther, 1880
- Setarches J. Y. Johnson, 1862